# Брудкі-Нові
Брудкі-Нові (пол. Brudki Nowe) — село в Польщі, у гміні Вонсево Островського повіту Мазовецького воєводства.
Населення — 78 осіб (2011).
У 1975-1998 роках село належало до Остроленцького воєводства.

## Демографія
Демографічна структура станом на 31 березня 2011 року:
|          | Загалом | Допрацездатний вік | Працездатний вік | Постпрацездатний вік |
| -------- | ------- | ------------------ | ---------------- | -------------------- |
| Чоловіки | 40      | 13                 | 23               | 4                    |
| Жінки    | 38      | 11                 | 20               | 7                    |
| Разом    | 78      | 24                 | 43               | 11                   |